# Ângela Lavalle
Ângela Cristina Rebouças Lavalle Sousa (Brasília, 24 de abril de 1981) é um ex-voleibolista indoor brasileiro, que atuante como jogadora de Vôlei de Praia conquistou a medalha de ouro nos Jogos Mundiais Militares de 2011 no Brasil e a medalha de bronze no Campeonato Mundial Militar de 2014 na Alemanha.

## Carreira
Seus primeiros passos no voleibol iniciaram aos seis anos de idade, com o passar do tempo passou aprofundar-se mais, frequentando treinos  e ingressou no elenco de sua escola, e aos doze anos de idade representou as categorias de base da Seleção Brasiliense de Voleibol; quando recebeu o convite para o Projeto Novos Talentos, teve sua primeira experiência com o Vôlei de Praia, ao destacar-se passou a receber convites para formar duplas.
Iniciou a trajetória profissional ao lado da conterrânea Chell Soares, destacando-se como uma das revelações do Circuito Brasileiro Banco do Brasil de 2002.
No ano de 2003 formou dupla com Mônica Rodrigues  e avançou as semifinais da etapa de Maceió do Circuito Banco do Brasil e disputaram a etapa de Cuiabáe disputou duas etapas do Circuito Mundial correspondente, não obtendo classificação para o Grand Slam de Los Angeles e disputaram o Campeonato Mundial de Vôlei de Praia no mesmo ano, este sediado no Rio de Janeiro, Brasil, ocasião que finalizaram na trigésima terceira colocação.
No ano de 2004 muda de parceira e passou a jogar com Mônica Paludo, foram semifinalistas da terceira etapa em Porto Alegre  do Circuito Banco do Brasil de Vôlei de Praia 2004, sagrando-se vice-campeãs, mesma colocação obtida na sexta etapa em Brasília ; já em  Recife terminaram na quarta colocação, mesma posição obtida na etapa de  Maceió e juntas também  disputaram a quinta etapa em Rondonópolis ,  ao final de todo circuito conquistaram a quarta colocação geral e concorreu ao prêmio de Melhor Atacante da temporada.
Com Mônica Paludo disputou uma etapa do Circuito Mundial de 2004, não alcançando classificação no Aberto de Fortaleza e finalizaram no Aberto do Rio de Janeiro na quarta colocação.
Continuou na jornada de 2005 ao lado de Mônica Paludo, disputaram a etapa de rio das ostras do Circuito Banco do Brasil Challenger e também na etapa de Londrina pelo circuito nacional e nesta jornada estreou no torneio Rei e Rainha da Praia e alcançou com esta parceria o nono lugar no Aberto de Salvador.
Em 2006 voltou atuar com sua primeira parceira da carreira,  Chell Soares,  e conquistaram a etapa de São Luís válida pelo Circuito Banco do Brasil Challenger e com esta disputou a etapa do Aberto de Vitória encerrando na nona posição.Formou em Administração  pela Upis neste mesmo ano, e representou o time feminino de voleibol indoor desta instituição nos Jogos Universitários Brasileiros (JUBs), organizadas pelo COB  e conquistou a medalha de ouro.
Passou a formar dupla com Vivian Cunha no Circuito Brasileiro Banco do Brasil de 2007, e disputaram a etapa de Campo Grande, de Porto Alegre, ocasião do décima terceiro lugar, de Londrina, de Juiz de Fora, de Santos, alcançando o décimo terceiro lugar,de São Luís, de Salvador, de Cabo Frio, e de Recife; também obtiveram o vice-campeonato na etapa de Vila Velha, o terceiro lugar nas etapas de Brasília, de Aracaju  e de Maceió, obtiveram o quarto lugar na etapa de João Pessoa ,e os títulos das etapas de Teresina e Palmas pelo Circuito Challenger do mesmo ano e encerram na terceira posição geral do referido circuito.
Com Vivian Cunha jogou etapas do  Circuito Mundial de 2007 obtendo o bronze na etapa Challenger de Eboli, Itália e  o título na etapa Challenger de Pequim, além destas etapas não obtiveram classificação no Aberto de Fortaleza, eliminadas no country cota.
No ano de 2008 formou dupla com Virna Dias  e alcançaram o bronze na etapa de João Pessoa e o vice-campeonato na etapa de Teresina pelo Circuito Banco do Brasil Challenger, também competiram nas etapas de Xangri-lá, de Florianópolis, de Cáceres, nas três anteriores finalizou na quinta posição, na de Foz de Iguaçu finalizaram na nona posição, de Campo Grande, alcançando o décimo terceiro posto,  mesmo resultado obtido na etapa de Brasília, de São Paulo,  de Palmas, encerrando na nona posição, competindo na etapa de Vila Velha,de Maceió, de Recife, na qual conquistou o nono lugar, de Fortaleza.
Ao  lado de Virna Dias disputou o Aberto do Guarujá pelo Circuito Mundial de 2008, quando finalizaram na quinquagésima sétima colocação. No Circuito Mundial de 2009 voltou a jogar ao lado de Vivian Cunha, mas não obtiveram classificação nos Grand Slams de Marseille e Klagenfurt, assim como no Aberto de Aland; também encerram na quadragésima primeira posição no Grand Slam de Gstaad , décimo sétimo lugar no Aberto de Brasília, décimo terceiro lugar no Aberto de Barcelona, os nonos lugares no Grand Slam de Moscou e no Aberto de Kristiansand , com os melhores resultados da temporada nos Abertos de Stare Jablonki e de Haia, quarto e terceiro lugar, respectivamente.
Conquistou ao lado de Vivian Cunha os vice-campeonatos nas etapas de Vitória, Recifee Maceió, válidas pelo Circuito Brasileiro Banco do Brasil de 2009, sendo bronze nas etapas de Belém e Teresina; nesta jornada também jogou com Chell Soares  a sul-mato-grossense  do Circuito Estadual Banco do Brasilconquistando o título e com esta alcançou o bronze na etapa do Espírito Santo,também alcançou o título no circuito estadual na etapa do Distrito Federal, desta vez jogando com Mônica Paludo;em outras etapas do Circuito Brasileiro também, atuou com Vivian Cunha e juntas alcançaram o quarto lugar na etapa de Fortaleza, após Ângela sofrer lesão no joelho e não poder jogar a disputa pelo bronze, também disputaram as etapas de Balneário Camboriú,  de Santa Maria, de  Curitiba, finalizaram na décima terceira colocação na etapa de São José dos Campos,   novamente alcança o terceiro lugar geral da temporada, e foi premiada como a Melhor Defensora da edição.
Ainda na temporada de 2009 formou dupla com Val Leão  para disputar Circuito da AVP (Associação de Vôlei Profissional Americana) ou AVP Pro Beach Tour, quando disputaram a etapa de Glendale e finalizaram em sétimo lugar.
Ao lado de Val Leão disputou etapas do Circuito Mundial de 2010, não se classificando nos Grand Slam de Roma,  Gstaad  , Stavanger e Klagenfurt, o mesmo ocorrendo nos Abertos de Aland, e Kristiansand,  além do décimo terceiro lugar no Aberto de Brasília,  as nonas colocações nos Grand Slams de Moscou, e Stare Jablonki, mesmo posto obtido no Aberto de Marseille, tendo o sétimo lugar como melhor resultado na temporada, feito obtido no Aberto de Seul.
No Circuito Brasileiro de 2010 também disputou etapas com Val Leão, sendo vice-campeã na etapa de Goiânia; além dos terceiros lugares  nas etapas de São José dos Campos, Vila Velha e
em Campo grande; também competiu na etapa de Uberaba, finalizando na quarta colocação geral no circuito.
Com  a jogadora Raquel da Silva sagrou-se campeã da etapa peruana do Circuito Sul-Americano de Vôlei de praia 2010-11também disputaram juntas as etapas do Circuito Brasileiro de 2011, como a etapa do Guarujá, de Curitiba, de Santa Maria, quando finalizaram na nona posição e na etapa de Balneário Camboriú, ocasião do título; ainda jogou nesta jornada ao lado de  Liliane Maestrini, obtendo o vice-campeonato em Recife e o quarto lugar em Salvador, e com esta jogadora jogou as etapa de Maceió  e de Aracaju.Ainda disputou a etapa de João Pessoa nesta jornada ao lado de  Neide Sabino.
Disputou em 2011 ao lado de Pri Lima o Aberto de Brasília alcançando o vigésimo quinto luga; nas etapas seguintes competiu com Lili Maestrini, não obtendo classificação nos Grand Slams de Gstaad, Stavangere Pequim, alcançando o trigésimo terceiro lugar no Aberto de Aland,a vigésima quinta posição no Aberto de Xangai e no Grand Slam de Moscou; obtiveram  a décima sétima colocação; o décimo terceiro lugar no Aberto de Phuket, as nonas colocações no Aberto de Myslowice e nos Grand Slams de Klagenfurt e Stare Jablonki.Ainda em 2011 conquistou ao lado de Lili Maestrini a medalha de ouro no Evento Teste Olimpíada de Londres.
Ela formou dupla com Val Leão para competir na edição dos Jogos Mundiais Militares de 2011 sediados no Rio de Janeiro, Brasil, e conquistou a medalha de ouro.E ao lado de Lili Maestrini disputaram etapas do Circuito Mundial de 2012, não obtendo classificação no Grande Slam de Xangai, as vigésimas quintas posições nos Grand Slams de Gstaad  e Roma, os décimo sétimos lugares no Grand Slams de Moscou  e Pequim, o décimo terceiro lugar no Aberto de Brasília, os nonos lugares no Aberto de Sanyae no Grand Slam de Klagenfurt, tendo como melhor resultado o quinto lugar no Grand Slam de Berlim.
Com Neide Sabino disputou o Circuito Brasileiro 2012-13 competindo na etapa de Curitiba, finalizando na nona posição, alcançaram juntas  o quarto lugar em Campinas e o bronze na etapa de Belo Horizonte, disputando ainda as etapas de  Cuiabá e de Brasília; alcançou com esta atleta o vice-campeonato na etapa de Fortaleza,  o título da etapa de Goiânia,mesmo resultado obtido na etapa de Belo Horizonte, ambos pelo Circuito Banco do Brasil Nacional de 2012, nesta temporada estava prestes a alcançar a marca de 500 vitórias e alcançou o bronze na etapa de Belo Horizonte do Circuito Brasileiro.Voltou a competir ao lado de Lili Maestrini na etapa de João Pessoa, alcançando o vice-campeonato, também competiram nas etapas de Fortaleza.
Em 2012 disputou etapas da Continental Cup ao lado de Lili Maestrini.Ao lado de Maria Clara disputou a etapa de Viña del mar, Chile, válida pelo Circuito Sul-Americano de 2012-13 e conquistaram a medalha de bronze.
Em 2013 voltou com a parceria ao lado de Val Leão na etapa de Teresina do Circuito Brasileiro  Banco do Brasil Challenger e conquistaram o título, mesmo feito obtido neste circuito na etapa de Aracaju, e conquistou o terceiro lugar na etapa de São Luís ao lado de Val Leão, alcançaram a quinta colocação nas etapas de Vitória, Campinas, São José e Porto Alegre, finalizaram na classificação geral do circuito em quarto lugar.
Com a patente de terceiro sargento, representou o país na primeira edição do Campeonato Mundial Militar de Vôlei de Praia, sediado em  Warendorf, Alemanha, realizado no período de 21 a 30 de junho de 2014 quando conquistaram a medalha de bronze.
Na edição do SuperPraia A de 2014 alcançou a sétima posição ao lado de Val leão.Na temporada 2014 pelo Circuito Banco do Brasil Challenger alcançou com Val Leão o bronze na etapa de Ribeirão preto, conquistaram os títulos neste circuito na etapa de Bauru e na etapa de Campo Grande e ao lado desta parceira conquistou o vice-campeonato na etapa de Fortaleza pelo Circuito Brasileiro Banco do Brasil 2014-15.
Voltou a competir pelo Circuito Mundial na temporada 2015, desta vez jogou ao lado de Rachel Nunes e disputaram o Aberto do Rio de Janeiro, ocasião que finalizaram na quinta colocação.Com Rachel conquistou o terceiro lugar na etapa de Vitória pelo Circuito Banco do Brasil Challenger 2015, mesmo posto que alcançaram na etapa de Fortaleza pelo Circuito Brasileiro 2015-16, e neste circuito alcançaram o quarto lugar nas etapas de Curitiba e Goiânia, além do quinto lugar nas etapas de Contagem, Niteróie Natal, foram nonas colocadas na etapa de Brasília;também conquistou a medalha de ouro ao lado de Rachel Nunes na etapa de Coquimbo, Chile, pelo Circuito Sul-Americano 2015-16.E conquistou com Rachel o bronze na edição do SuperPraia 2016 realizado em João Pessoa.
Ao lado de Rachel Nunes disputaram etapas do Circuito Mundial de 2016, obtendo o trigésimo lugar no Aberto de Vitória, nona posição no Aberto de Maceió, também competiram nas etapas de Fortaleza e o qunto lugar no Aberto de Fortaleza e jogando com Elize Maia alcançou a vigésima quinta posição no Major Séries de Klagenfurt.Ângela é cristã e mãe de Anthony fruto do primeiro casamento  que culminou no divórcio, época que tinha o sobrenome de casada “Vieira”e recentemente se casou com Mattson Souza.
No Circuito Banco do Brasil Challenger 2016, conquistou o quarto lugar  na etapa de Jaboatão dos Guararapes ao lado de Izabel Santos e vice-campeã na etapa de João Pessoa.No Circuito Brasileiro Open de 2016-17alcançou jogando com Neide Sabino a nona colocação na etapa de Campo Grande

## Títulos e resultados
- Evento Teste Olimpíada de Londres:2011[117]
- Etapa Challenger de Pequim:2007[7]
- Etapa do Aberto de Haia:2009[15]
- Etapa Challenger de Eboli:2007[15]
- Etapa do Aberto de Stare Jablonki:2009
- Etapa do Aberto do Rio de Janeiro:2004
- Etapa do Chile do Circuito Sul-Americano de Vôlei de Praia:2015-16[2]
- Etapa do Equador do Circuito Sul-Americano de Vôlei de Praia:2010-11[2]
- Etapa do Chile do Circuito Sul-Americano de Vôlei de Praia:2012-13[2]
- Circuito Brasileiro Banco do Brasil:2007[37],2009[77]
- Circuito Brasileiro de Voleibol de Praia:2004[14],2010[94] e 2013-14[149]
- Etapa de Balneário Camboriú do Circuito Brasileiro Banco do Brasil:2011[2]
- Etapa de Fortaleza do Circuito Brasileiro Banco do Brasil:2012-13[135]e 2014-15[2]
- Etapa de João Pessoa do Circuito Brasileiro Banco do Brasil:2012-13[15]
- Etapa de Goiânia do Circuito Brasileiro Banco do Brasil:2010[2]
- Etapa de Vitória do Circuito Brasileiro Banco do Brasil:2009[2]
- Etapa de Recife do Circuito Brasileiro Banco do Brasil: 2009[2] e 2011[15]
- Etapa de Maceió do Circuito Brasileiro Banco do Brasil: 2009[2]
- Etapa de Vila Velha do Circuito Brasileiro Banco do Brasil:2007[15]
- Etapa de Brasília do Circuito Brasileiro Banco do Brasil:2004[11]
- Etapa de Porto Alegre do Circuito Brasileiro Banco do Brasil:2004[9]
- Etapa de Fortaleza do Circuito Brasileiro Banco do Brasil:2015-16[2]
- Etapa de São Luís do Circuito Brasileiro Banco do Brasil:2013-14[2]
- Etapa de Belo Horizonte do Circuito Brasileiro Banco do Brasil:2012-13[2][130]
- Etapa de Vila Velha do Circuito Brasileiro Banco do Brasil:2010[2]
- Etapa de São José dos Campos do Circuito Brasileiro Banco do Brasil:2010[2]
- Etapa de Campo Grande do Circuito Brasileiro Banco do Brasil:2010[2]
- Etapa de Teresina do Circuito Brasileiro Banco do Brasil:2009[2]
- Etapa de Belém do Circuito Brasileiro Banco do Brasil:2009[2]
- Etapa de João Pessoa do Circuito Brasileiro Banco do Brasil:2008[42]
- Etapa de Maceió do Circuito Brasileiro Banco do Brasil:2007[15]
- Etapa de Aracaju do Circuito Brasileiro Banco do Brasil:2007[15]
- Etapa de Brasília do Circuito Brasileiro Banco do Brasil:2007[15]
- Etapa de Goiânia do Circuito Brasileiro Banco do Brasil:2015-16[15]
- Etapa de Curitiba do Circuito Brasileiro Banco do Brasil:2015-16[15]
- Etapa de Campinas do Circuito Brasileiro Banco do Brasil:2012-13[15]
- Etapa de Salvador do Circuito Brasileiro Banco do Brasil:2011[15]
- Etapa de Fortaleza do Circuito Brasileiro Banco do Brasil:2009[15]
- Etapa de Maceió do Circuito Brasileiro Banco do Brasil:2004
- Etapa de João Pessoa do Circuito Brasileiro Banco do Brasil:2007[15]
- Etapa de Recife do Circuito Brasileiro Banco do Brasil:2004[12]
- Etapa de Goiânia do Circuito Banco do Brasil Nacional:2012[2]
- Etapa de Belo Horizonte do Circuito Banco do Brasil Nacional:2012[2]
- Etapa de Ribeirão Preto do Circuito Brasileiro Banco do Brasil Challenger:2014[2]
- Etapa de Campo Grande do Circuito Challenger Banco do Brasil:2014[2]
- Etapa de Bauru do Circuito Challenger Banco do Brasil:2014[2]
- Etapa de Teresina do Circuito Challenger Banco do Brasil:2007[15] e 2013[2]
- Etapa de Aracaju do Circuito Challenger Banco do Brasil:2013[2]
- Etapa deTeresina do Circuito Brasileiro Banco do Brasil Challenger:2008[15]
- Etapa de Palmas do Circuito Challenger Banco do Brasil:2007[15]
- Etapa de São Luís do Circuito Brasileiro Banco do Brasil Challenger:2006[18]
- Etapa de João Pessoa do Circuito Brasileiro Banco do Brasil Challenger:2016[173]
- Etapa de Vitória do Circuito Brasileiro Banco do Brasil Challenger:2015[2]
- Etapa de Jaboatão dos Guararapes do Circuito Brasileiro Banco do Brasil Challenger:2016[172]
- SuperPraia A:2015-16[2]
- Etapa do Distrito Federal  do Circuito Estadual Banco do Brasil:2009[2]
- Etapa do Mato Grosso do Sul  do Circuito Estadual Banco do Brasil:2009[2]
- Etapa do Mato Grosso do Sul  do Circuito Estadual Banco do Brasil:2009[70]
- JUBs (indoor):2006[19]

## Premiações individuais
- Melhor Defensora do Circuito Brasileiro Banco do Brasil de 2009[2]